# Delhi
Delhi (dall'inglese; in hindī दिल्ली, Dillī; ; in punjabi ਦਿੱਲੀ; in urdu دلی‎?) è una città situata nel nord dell'India. Con una popolazione di 28 504 738 abitanti, Delhi è la città più popolosa dell'India, seguita da Mumbai, e la terza città più popolosa al mondo. Amministrativamente è un Territorio dell'Unione, chiamato ufficialmente Territorio Nazionale della Capitale di Delhi (National Capital Region  - NCR). Situata sulle rive del fiume Yamuna, nel nord dell'India, è una delle più antiche città continuativamente abitate del mondo.
Delhi fu la capitale di diversi imperi indiani in epoca medievale, e una delle più grandi città lungo le antiche rotte commerciali tra l'India e le regioni nord-occidentali della pianura indo-gangetica. Di quel periodo rimangono innumerevoli monumenti e siti archeologici. L'imperatore Shah Jahan costruì la città (ora nota come "Vecchia Delhi") che servì come capitale dell'Impero Moghul dal 1649 al 1857.
Dopo che la Compagnia britannica delle Indie orientali ebbe acquisito il controllo di gran parte dell'India durante il XVIII e il XIX secolo, Calcutta divenne la capitale, fino a quando Giorgio V nel 1911 annunciò che la capitale sarebbe tornata a essere a Delhi, e una nuova città, Nuova Delhi, sarebbe stata costruita per assolvere questo compito. Quando l'India ottenne l'indipendenza dal dominio britannico nel 1947, Nuova Delhi fu capitale e sede del governo. A Nuova Delhi erano posti importanti uffici del governo federale, tra cui il Parlamento indiano.
Causa la forte immigrazione proveniente da tutto il paese Delhi è cresciuta fino a divenire una città cosmopolita. Il suo rapido sviluppo e urbanizzazione, assieme al relativamente elevato reddito medio della sua popolazione, ha contribuito a trasformare la città. Oggi Delhi è un importante punto di riferimento per la cultura, la politica, e il commercio dell'India.

## Etimologia
L'etimologia della parola Delhi è incerta. Il più comune punto di vista è che si tratti di un eponimo di Dhillu, un re che governava la regione in tempi antichi.
Alcuni storici ritengono che il nome derivi da Dilli, un'alterazione della parola dehleez o dehali- parola in lingua hindi che sta per “soglia” – identificando la città come un'entrata per la Pianura Indo-Gangetica.
Un'altra teoria suggerisce che il nome originario della città fosse Dhillika.
La parola hindi dhili venne utilizzata anche per identificare la regione, e gradualmente si trasformò nel nome locale di Dilli. Le monete in circolazione nella regione sotto il Rajput Tomara venivano chiamati dehliwal.

## Storia

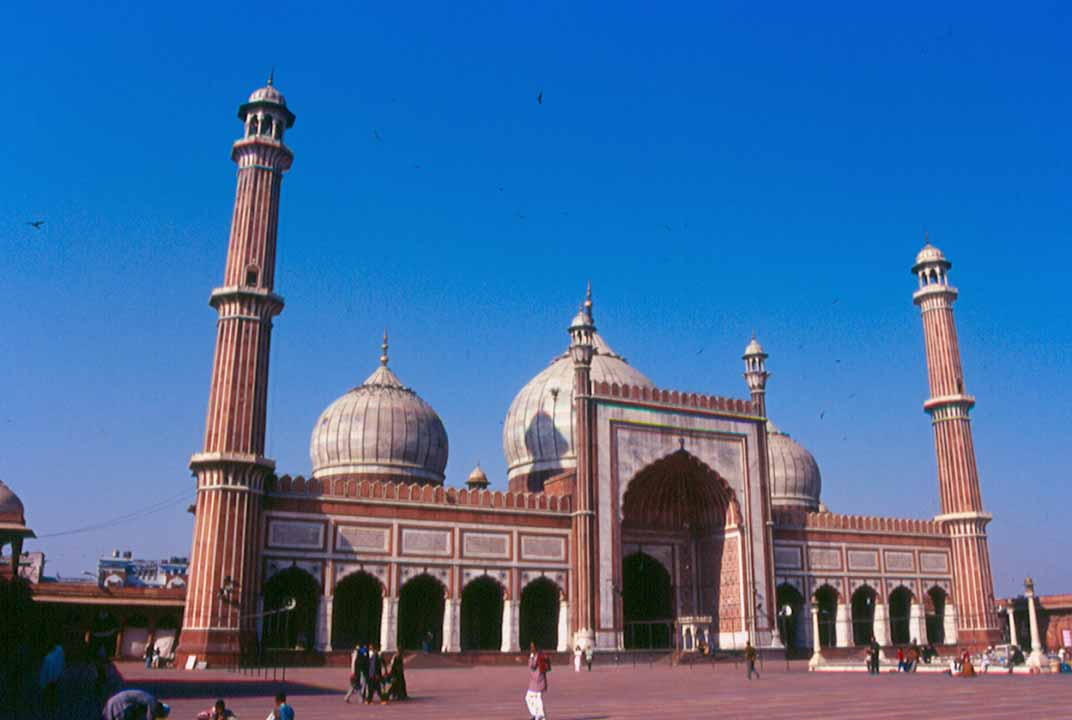
La Jama Masjid, la più grande moschea indiana

Il popolamento della regione di Delhi risale al secondo millennio a.C. se non a un'epoca antecedente, come dimostrano i ritrovamenti archeologici. Una città che intreccia la sua storia con il Mahābhārata, il grande racconto epico sulla guerra combattuta tra lontani cugini, i Kaurava e i Pandava, per la città di Indraprastha. L'insediamento iniziò a svilupparsi intorno all'epoca dell'Impero Maurya (circa nel 300 a.C.). A Delhi sono stati scoperti i resti di sette grandi città.
La dinastia Tomara fondò la città di Lal Kot nel 736 d.C. I Rajput Chauhan di Ajmer conquistarono Lal Kot nel 1180 ribattezzandola Qila Rai Pithora. Prithviraj III venne successivamente sconfitto nel 1192 da Muhammad Ghori e nel 1206, Quṭb al-Dīn Aybak, il primo sovrano della dinastia mamelucca, fondò il Sultanato di Delhi. Quṭb al-Dīn edificò il Qutb Minar per commemorare la sua vittoria, ancor oggi un simbolo di Delhi, e la Quwwat-al-Islam, la più antica moschea esistente in India.
Dopo la caduta della dinastia mamelucca si succedettero una serie di dinastie di origine turca e dell'Asia centrale: la dinastia Khalji, la dinastia Tughluq, la dinastia Sayyid e la dinastia Lodhi (quest'ultima di origine pashtun e non turca) che detennero il potere per tutto il periodo, costruendo una serie di forti e il nucleo delle sette città di Delhi.
Nel 1398 Tamerlano invase l'India con il pretesto che i sultani musulmani di Delhi erano troppo tolleranti verso gli indù. Tamerlano entrò a Delhi e la città venne saccheggiata, e lasciata in rovina. Nel 1526 Babur sconfisse l'ultimo Sultano della dinastia Lodhi nella prima battaglia di Panipat e fondò l'Impero Moghul intorno alle città di Delhi, Agra e Lahore.

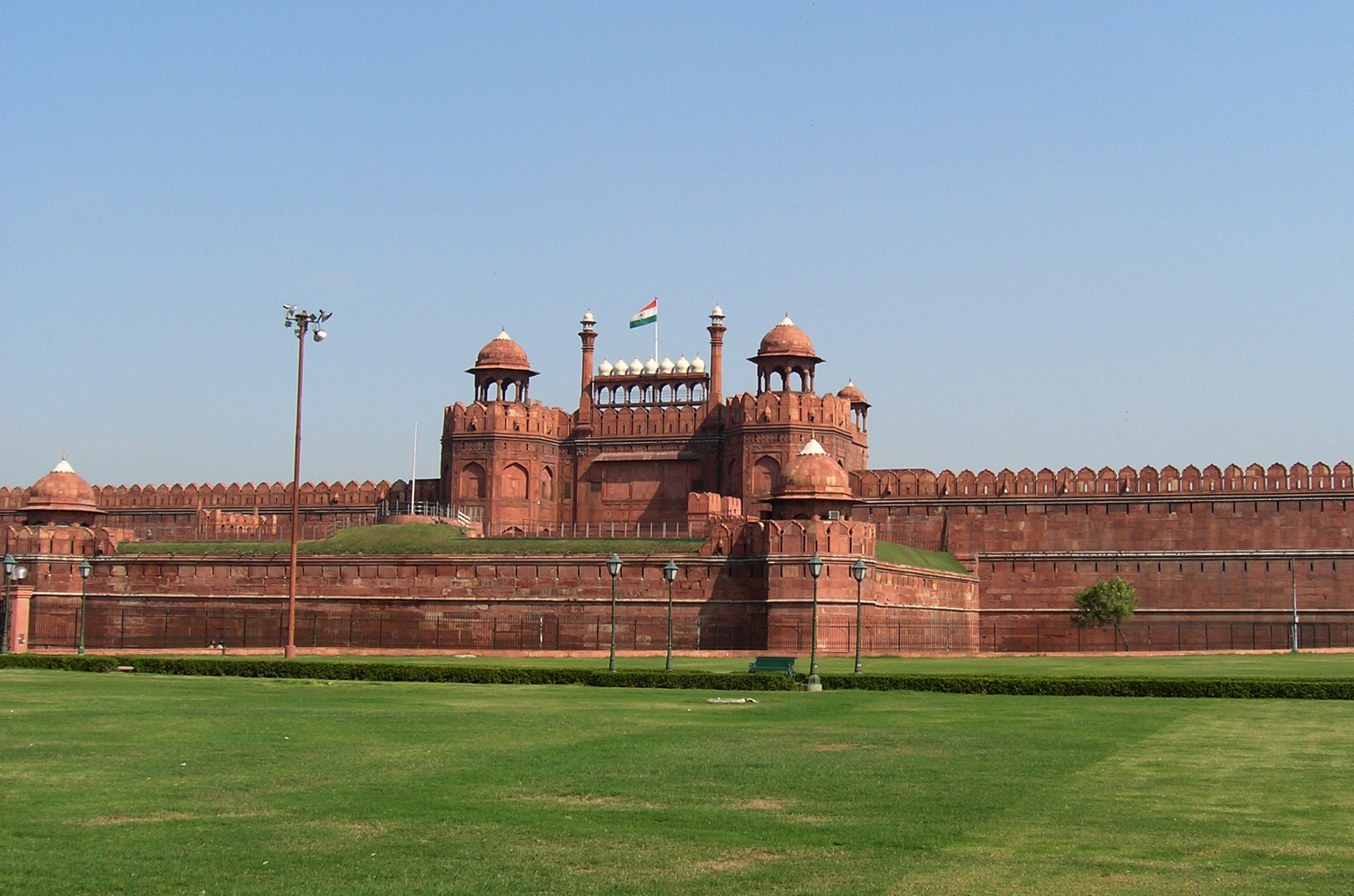
Il Forte Rosso, sito sulle rive dello Yamuna

L'Impero Moghul governò l'India settentrionale per più di tre secoli, con un interregno di cinque anni con Shēr Shāh Sūrī verso la metà del XVI secolo. L'imperatore Moghul Akbar spostò la capitale da Agra a Delhi. Shāh Jahān costruì la settima città di Delhi che porta il suo nome (Shāhjahānābād), più comunemente conosciuta come la Città Vecchia (o Old Delhi). La città vecchia funse da capitale dell'Impero Moghul a partire dal 1638.
L'afghano Nadir Shah sconfisse l'esercito moghul nella grande battaglia di Karnal nel febbraio 1739. Dopo questa vittoria Nadir Shah catturò e saccheggiò Delhi. Nel 1761 Delhi fu attaccata da Ahmed Shah Abdali dopo la terza battaglia di Panipat. Nella battaglia di Delhi dell'11 settembre 1803 le forze britanniche del generale Lake sconfissero l'Impero Maratha.
Delhi passò sotto il controllo diretto britannico dopo la ribellione del 1857. Poco dopo la ribellione Calcutta fu dichiarata capitale del Raj Britannico e Delhi divenne un distretto della provincia del Punjab. Nel 1911 la città venne dichiarata capitale dell'India britannica e una nuova area politica e amministrativa fu progettata da un team di architetti britannici guidati da Edwin Lutyens per gli edifici governativi. Nuova Delhi, nota anche come Lutyens' Delhi, venne ufficialmente dichiarata sede del governo indiano e capitale della Repubblica dopo l'indipendenza il 15 agosto 1947. Nel 1984 tremila sikh vennero uccisi durante vari disordini. La migrazione dal resto dell'India contribuì a un forte aumento della popolazione.
Il 29 ottobre 2005 la città è stata colpita da un triplice attentato terroristico successivamente rivendicato da un gruppo separatista del Kashmir. Tre bombe sono state fatte esplodere in corrispondenza di altrettanti mercati rionali provocando la morte di una sessantina di persone e il ferimento di altre duecento.

## Geografia e clima

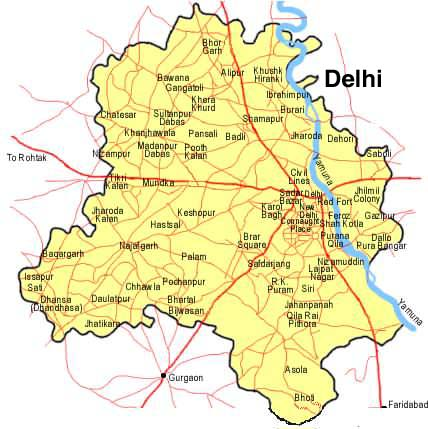
Mappa di Delhi

Il Territorio Nazionale della Capitale di Delhi si sviluppa su una superficie di 1483 km², di cui 783 km² di superficie rurale, e 700 km² di superficie urbana. Delhi ha una lunghezza massima di 51,9 km e la larghezza massima di 48,5 km.
Delhi è situata a 28°37′N 77°14′E, nel nord dell'India. Confina stati indiani dell'Uttar Pradesh a Est e dell'Haryana a ovest, nord e sud. Delhi si trova quasi interamente nella pianura gangetica. La maggior parte del territorio si estende sulla riva occidentale del fiume Yamuna, solo alcuni villaggi e l'area urbana di Shahdara si estendono lungo la riva orientale. Lo Yamuna è sacro per l'Induismo ed è l'unico grande fiume che scorre attraverso Delhi. La maggior parte delle città, tra cui Nuova Delhi, si trova a ovest del fiume. Le pianure che circondano la città sono soggette a ricorrenti inondazioni.
Delhi ha un clima semi-arido confinante con un clima umido subtropicale influenzato dai monsoni, con elevata escursione termica tra estate e inverno. Le estati sono lunghe, da inizio aprile a ottobre, caratterizzate dalla stagione dei monsoni. Gli inverni sono caratterizzati dalla presenza di una fitta nebbia. Le temperature estreme vanno dai -0,6 °C ai 47 °C. La temperatura media annua è 25 °C; le temperature medie mensili variano dai 14 °C ai 33 °C. Le precipitazioni medie annuali sono nell'ordine di 714 millimetri, la maggior parte dei quali concentrate nella stagione dei monsoni tra luglio e agosto. Mediamente la data di inizio della stagione dei monsoni a Delhi è il 29 giugno. Nel 2005 la temperatura più bassa registrata è stata di 4 °C mentre la più alta è stata di 41 °C.

## Geografia antropica

### Suddivisioni amministrative
Il Territorio di Delhi è diviso in nove distretti, ognuno dei quali suddiviso in tre ulteriori zone. Fra questi nove, in posizione centrale, si trova Nuova Delhi, capitale indiana.
I nove distretti che compongono Delhi (e le loro suddivisioni) sono riportati nella tabella seguente:

## Economia
Con un PIL stimato di 830,85 miliardi di rupie indiane (INR) (19,55 miliardi di dollari - 2005), Delhi è la seconda più importante piazza commerciale dell'Asia meridionale dopo Mumbai. Delhi ha un reddito pro capite di 53.976 INR (1.270 dollari) che è circa 2,5 volte la media nazionale. Il settore terziario contribuisce per il 70,95% del prodotto interno lordo di Delhi, seguito dal settore primario e secondario rispettivamente con un contributo del 25,2% e del 3,85%. La forza lavoro di Delhi costituisce il 32,82% della popolazione, mostrando un incremento del 52,52% tra il 1991 e il 2001.
Il tasso di disoccupazione è sceso dal 12,57% nel biennio 1999-2000 al 4,63% nel 2003.
Nel marzo 2004 la forza lavoro impiegata nel settore pubblico (o collegato a esso) ammontava a 620 000 unità, comparata ai 219.000 lavoratori dipendenti del settore privato, includendo il solo lavoro organizzato ed esclusi i lavoratori marginali.
La crescita del settore dei servizi è stata favorita dalla conoscenza della lingua inglese di una buona parte della forza lavoro, che ha contribuito ad attrarre molte società multinazionali. I settori chiave includono information technology, telecomunicazioni, hotel e alberghi, banche, media e turismo.
L'industria manifatturiera è cresciuta notevolmente negli ultimi decenni, ampliando il numero degli stabilimenti nella regione di Delhi. Delhi rappresenta un grande mercato di consumo, che combinato alla grande disponibilità di manodopera qualificata, ha attratto investimenti anche stranieri. Nel 2001 il settore manifatturiero occupava 1.440.000 lavoratori, mentre il numero di imprese era di 129.000. L'economia manifatturiera di Delhi poggia su costruzioni, industria elettrica, telecomunicazioni, sanità.
La vendita al dettaglio costituisce uno dei settori economici in più rapida espansione di tutto il paese. Tuttavia, come nel resto dell'India, il settore è frenato dalla tradizionale disorganizzazione del sistema distributivo e commerciale.

## Infrastrutture e trasporti

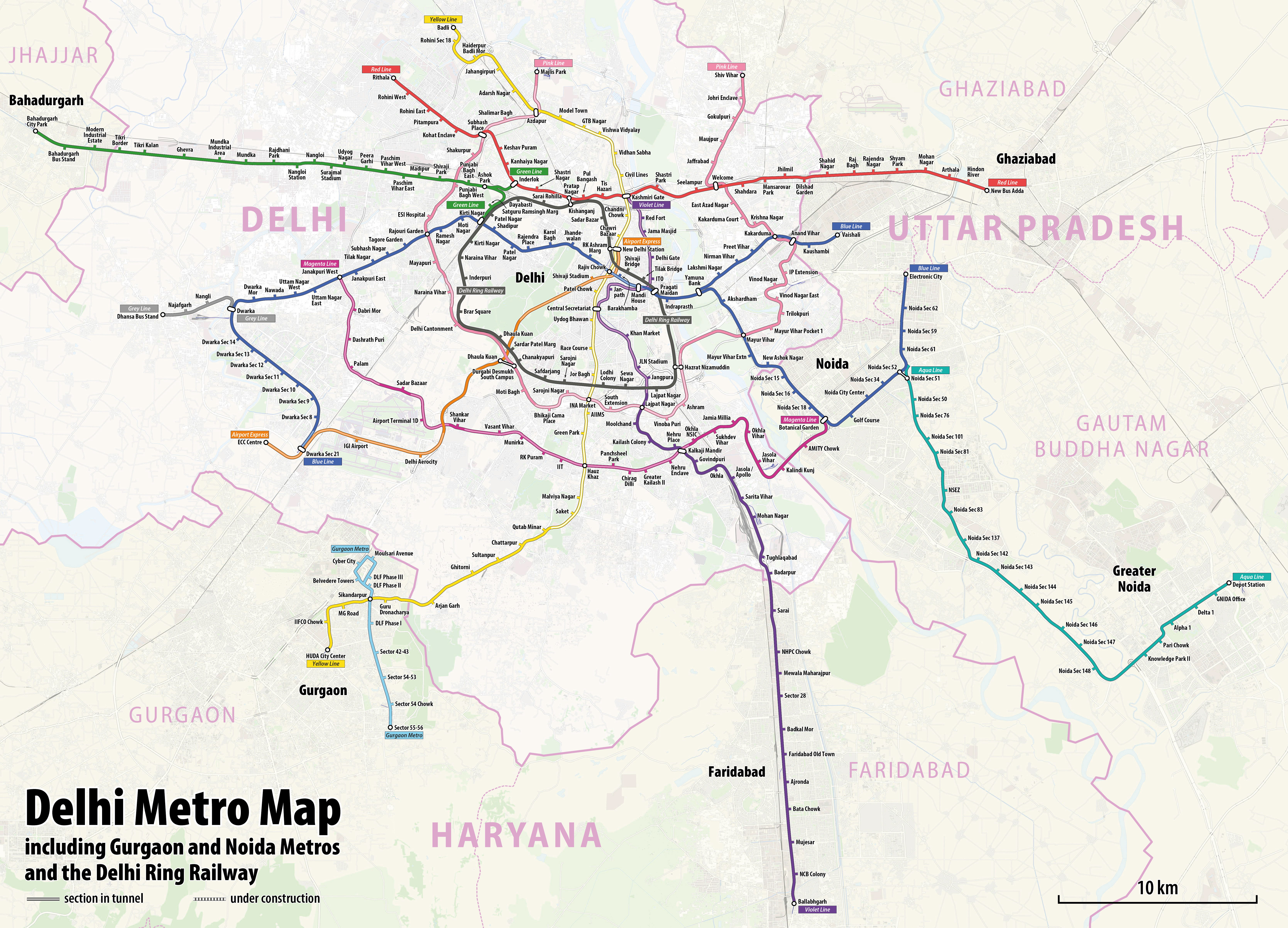
Rete metropolitana e ferroviaria della città

Il trasporto pubblico a Delhi è fornito da autobus, risciò, taxi, metropolitane e ferrovie suburbane.
Gli autobus sono il più popolare mezzo di trasporto e rispondono a circa il 60% della domanda totale.
La Delhi Transport Corporation (DTC), di proprietà statale, è un importante fornitore di servizi di autobus per la città. La DTC gestisce la più grande flotta di autobus.
Sebbene l'inquinamento dovuto al trasporto su strada sia diminuito negli ultimi anni, è ancora a un livello elevato.
Per fronteggiare ciò è attualmente in costruzione una rete dedicata agli autobus. Una singola linea è già operativa, tra Ambedkar Nagar e Delhi Gate.
La metropolitana di Delhi (Delhi Metro) è stata inaugurata il giorno di Natale del 2002 e serve l'area urbana. Attualmente si sviluppa su sei linee, e sono pianificati futuri sviluppi.
Le sei linee effettuano i seguenti percorsi:
- Linea 1 (linea rossa) Rithala - Dilshad Garden
- Linea 2 (linea gialla) HUDA City Centre - Jahangirpuri
- Linea 3 (linea blu) Dwarka Sector 21 - Noida City Centre/Vaishali
- Linea 4 (diramazione della linea blu) Yamuna Bank - Anand Vihar ISBT
- Linea 5 (linea verde) Inderlok/Kirti Nagar- Mundka
- Linea 6 (linea viola) Kashmere Gate - Escorts Mujesar

A queste linee si aggiunge la Airport Metro Express Line che fa servizio dall'aeroporto Indira Gandhi International Airport.
La costruzione è avvenuta in più fasi successive. Al termine della fase I nel 2007 erano presenti tre linee che coprivano una lunghezza totale di 65 km con 59 stazioni.

Nell'agosto 2011 è stata completata la Fase II aggiungendo altre tre linee per un totale di 189 km e 142 stazioni.
La Fase III e IV saranno completate entro il 2015 e il 2020, dando vita a una rete di 413,8 km, superiore alla lunghezza della metropolitana di Londra.
Le linee ferroviarie servono solo l'1% del traffico locale (stime del 2003).
Tuttavia Delhi rappresenta un importante nodo ferroviario nel nord dell'India ed è sede della Northern Railway. Le quattro principali stazioni ferroviarie sono Old Delhi, Nizamuddin Railway Station, Sarai Rohilla e New Delhi Railway Station.
I risciò costituiscono un importante e popolare mezzo di trasporto pubblico di Delhi e forniscono un servizio a una tariffa inferiore rispetto ai taxi. Di colore giallo e verde, hanno prevalentemente motori a gas.
I taxi non fanno parte del sistema del trasporto pubblico, ma sono facilmente disponibili. Il servizio è prevalentemente in mano a operatori privati.
L'Indira Gandhi International Airport (IGI), situato nel sud-ovest della città, serve sia i voli interni che i collegamenti internazionali. Nel biennio 2006-2007 l'aeroporto ha registrato un traffico di oltre 20,44 milioni di passeggeri, che lo rende uno dei più attivo aeroporti dell'Asia meridionale. In futuro l'aeroporto sarà in grado di gestire più di 100 milioni di passeggeri all'anno (più di dell'Atlanta Airport, attualmente l'aeroporto mondiale più trafficato).
Il Safdarjung Airport è l'altro grande scalo di Delhi. Il Taj International Airport, in fase di proposta, dovrebbe divenire operativo dopo il 2012.
Veicoli privati coprono il 30% del totale della domanda di trasporto. Con i suoi 1922,32 km di strade ogni 100 km² di territorio, Delhi possiede una delle più alte densità stradali del paese.
Delhi è ben collegata alle altre regioni dell'India tramite cinque autostrade nazionali (NH - National Highway): NH 1, 2, 8, 10 e 24. La manutenzione e la gestione delle strade cittadine è gestita dal MCD (Municipal Corporation of Delhi), NDMC, Delhi Cantonment Board, Public Works Department (PWD) e Delhi Development Authority.
L'elevato tasso di crescita della popolazione, unito con un elevato tasso di crescita economica, ha portato a una crescente pressione verso le esistenti infrastrutture viarie cittadine. Nel 2008, entro i confini della municipalità, esistevano 5,5 milioni di veicoli, rendendo di conseguenza Delhi fra le città mondo con più alta densità veicolare al mondo in rapporto alla superficie. Nella regione metropolitana (National Capital Region) conta 11,2 milioni di veicoli, superando ancora una volta tutte le principali regioni metropolitane del mondo come New York, Los Angeles, Tokyo, Seul, Città del Messico. Per fronteggiare la crescente domanda di trasporto si pongono forti aspettative verso il sistema di metropolitane attualmente in costruzione (Delhi Metro). Nel 1998 la Corte Suprema indiana ha ordinato che tutti i veicoli adibiti al trasporto pubblico utilizzassero il gas come combustibile invece del gasolio o altri idrocarburi.

## Educazione
Le istituzioni scolastiche di Delhi sono amministrate dal direttorato dell'educazione (Directorate of Education), dal governo territoriale o da istituzioni private. Fra le principali università cittadine vi sono:
- Delhi University
- Jawaharlal Nehru University
- Guru Gobind Singh Indraprastha University
- Jamia Millia Islamia
- Indira Gandhi National Open University
- Jamia Hamdard

## Attrazioni turistiche

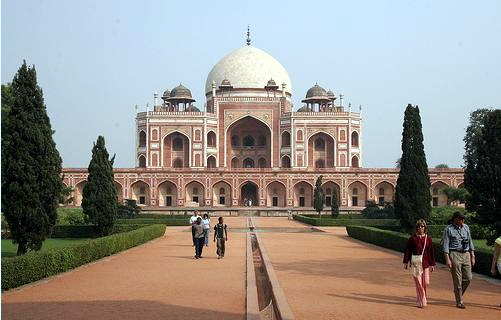
Tomba di Humayun

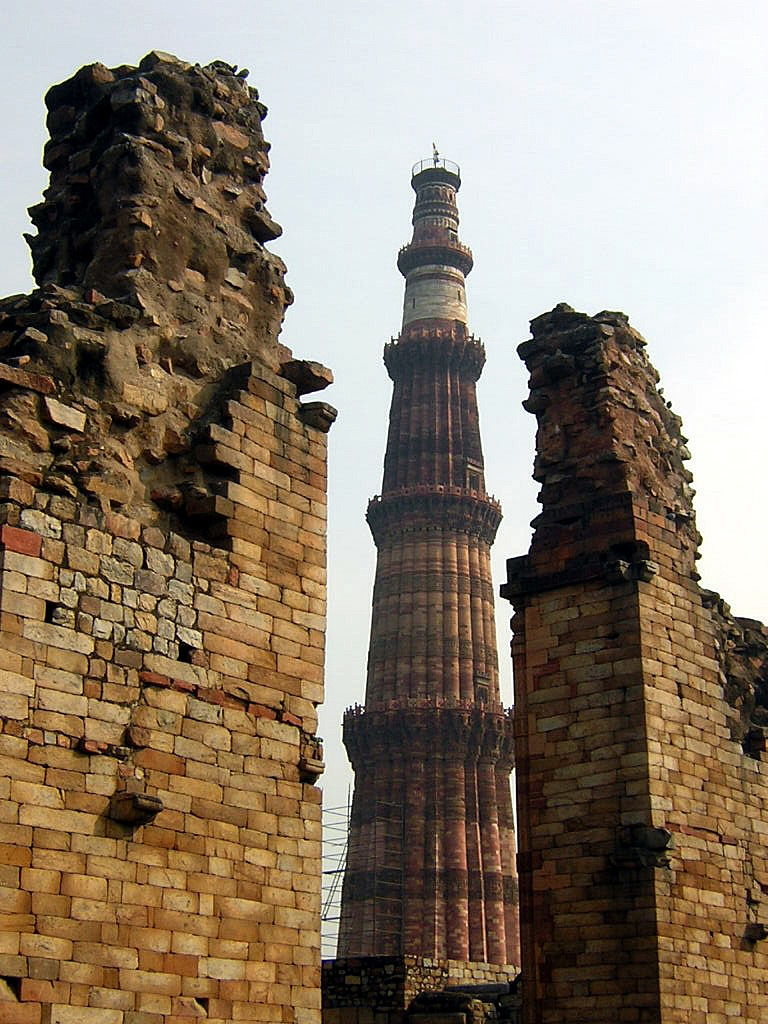
Minareto di Qutb, nel distretto di South Delhi

Delhi è una delle maggiori capitali storiche esistenti al mondo e due dei suoi monumenti - il Qutb Minar e la Tomba di Humayun - sono stati dichiarati Patrimonio Storico dell'Umanità UNESCO. Essa offre al visitatore una moltitudine di siti interessanti e fascinosi, cosicché diventa difficile decidere da dove debba cominciare l'esplorazione della città. Nella Vecchia Delhi vi sono attrazioni quali moschee, forti e altri monumenti che ricordano la storia islamica dell'India. Importanti posti della Vecchia Delhi includono il maestoso Forte Rosso, lo storico Chandni Chowk, accanto a Raj Ghat e Shanti Vana, strutture moderne le ultime due edificate dopo l'indipendenza dell'India nel 1947. New Delhi, d'altro lato, è una città moderna progettata da Edwin Lutyens e da Herbert Baker. Delhi è una spaziosa città aperta con numerose case, edifici governativi e ambasciate, oltre a siti d'interesse storico. Attrazioni notevoli a New Delhi sono il Rashtrapati Bhawan, un tempo residenza imperiale dei Viceré britannici; la Porta dell'India, un monumento commemorativo eretto in onore dei soldati indiani caduti nel corso della guerra afghana; il Tempio Laxminarayan, costruito dai Birla, una delle famiglie industriali più eminenti dell'India; la Tomba di Humayun, che si dice abbia precorso il Taj Mahal ad Agra; il Purana Quila, edificato da Humayun, con modifiche dell'ultimo minuto operate da Sher Shah Suri; Tughlaqabad, il più colossale e stupefacente forte di Delhi; il Qutb Minar, costruito da Qutbuddin Aybak della dinastia mamelucca, e il tempio a forma di loto dei bahá'í.

## Società

### Evoluzione demografica
| Censimento | Pop.       | % ±   |
| ---------- | ---------- | ----- |
| 1901       | 405.819    | --    |
| 1911       | 413.851    | 2,0%  |
| 1921       | 488.452    | 18,0% |
| 1931       | 636.246    | 30,3% |
| 1941       | 917.939    | 44,3% |
| 1951       | 1.744.072  | 90,0% |
| 1961       | 2.658.612  | 52,4% |
| 1971       | 4.065.698  | 52,9% |
| 1981       | 6.220.406  | 53,0% |
| 1991       | 9.420.644  | 51,4% |
| 2001       | 13.782.976 | 46,3% |

Secondo il censimento indiano del 2001 Delhi possedeva una popolazione di 13 782 976 abitanti.
A ciò corrispondeva una densità di 9 294 persone per km², un rapporto di 821 donne per 1000 uomini, e un tasso di alfabetizzazione dell'81,82%. Nel 2003 la popolazione era salita a 14,1 milioni di persone, ponendo la città come la più grande area metropolitana dell'India sorpassando Mumbai.
Nel 2004 si stimava che la città possedesse una popolazione di 15 279 000 abitanti, con un tasso di natalità di 20,03 nati ogni 1 000 abitanti, un tasso di mortalità di 5,59, e un tasso di mortalità infantile di 13,08 ogni 1000 nati.
Attualmente si stima che la città possegga 17 milioni di abitanti, il che la rende la più grande città del mondo (ma non la regione metropolitana più popolosa, che è Tokyo). Secondo una stima del biennio 1999-2000, il numero totale delle persone che vivono al di sotto della soglia di povertà a Delhi era stimato in 1.149.000 (l'8,23% della popolazione).
Nel 2001 la popolazione di Delhi è aumentata di 285 000 abitanti come risultato del saldo migratorio, e di ulteriori 215.000 come risultato della crescita naturale della popolazione, ponendo Delhi come una delle città a più rapida crescita nel mondo.
Entro il 2015 Delhi dovrebbe porsi come il secondo più grande agglomerato urbano del mondo dopo Tokyo.
L'induismo è la religione più diffusa con l'82% della popolazione. Ci sono anche grandi comunità di musulmani (11,7%), sikh (4,0%), giainisti (1,1%) e cristiani (0,9%).
Si segnalano anche alcune minoranze quali parsi, buddisti ed ebrei.
L'hindi è la lingua più diffusa della città. Altre lingue comunemente parlate sono inglese, punjabi e urdu. Le lingue ufficiali sono l'hindi, il punjabi e l'urdu. Altri gruppi linguistici provenienti dal resto dell'India sono ben rappresentati: tra loro sono maithili, bhojpuri, tamil, kannada, telugu, bengali, assamese e marathi.
Nel 2005 a Delhi era segnalata la più alta percentuale (16,2%) dei reati riportati nelle 35 città indiane con popolazioni superiore al milione di abitanti. La città ha anche il più alto tasso di criminalità contro le donne (27,6 rispetto alla media nazionale di 14,1 per 100 000) e nei confronti dei bambini (6,5 rispetto alla media nazionale del 1,4 per 100 000) del paese.

## Sport
Come nel resto dell'India il cricket è lo sport più popolare di Delhi. Ci sono diversi campi di cricket nella città, come lo stadio Feroz Shah Kotla, uno dei più antichi campi di cricket indiani utilizzati per le partite internazionali. La squadra di cricket di Delhi rappresenta la città nel Ranji Trophy, il principale campionato di cricket indiano. La città è sede della squadra IPL Delhi Daredevils. Altri sport popolari sono l'hockey su prato, calcio, tennis, golf, badminton, nuoto, kart, tennis tavolo.
Altri principali impianti sportivi sono il Jawharlal Nehru Stadium e l'Indira Gandhi Indoor Stadium. In passato, Delhi ha ospitato diverse manifestazioni sportive nazionali e internazionali, come per esempio i primi e i noni Giochi Asiatici.
Inoltre sono stati disputati i Giochi del Commonwealth nel 2010. Delhi è stata scelta dalla Federazione Internazionale dell'Automobile per ospitare il primo Gran Premio indiano nel 2010.
Dal 2014 anche il calcio è uno degli sport praticati a Delhi, in quanto è stata creata appositamente la squadra del Delhi Dynamos Football Club per partecipare all'Indian Super League.

## Amministrazione

### Gemellaggi
- Chicago
- Londra[44]
- Mosca[44]
- Tokyo[44]
- Kuala Lumpur[44]
- Seul[44]
- Ulan Bator[44]

## Galleria d'immagini

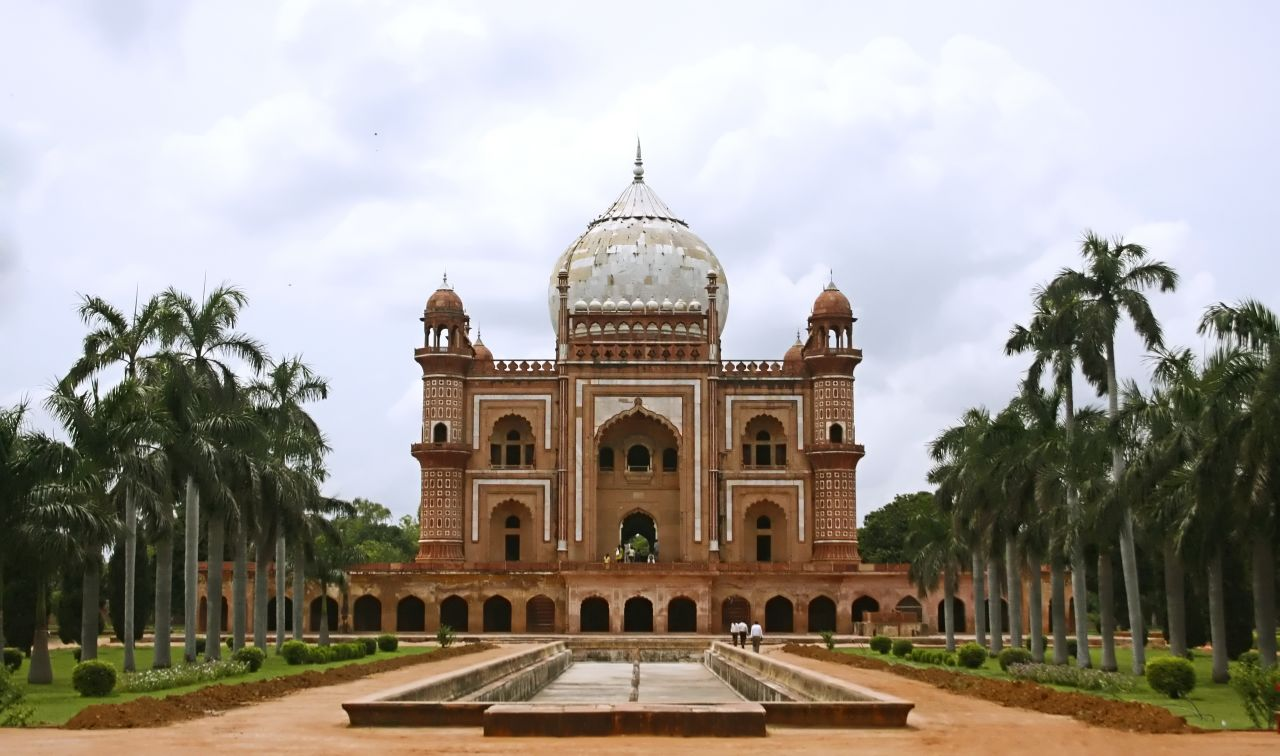
Tomba di Safdarjung
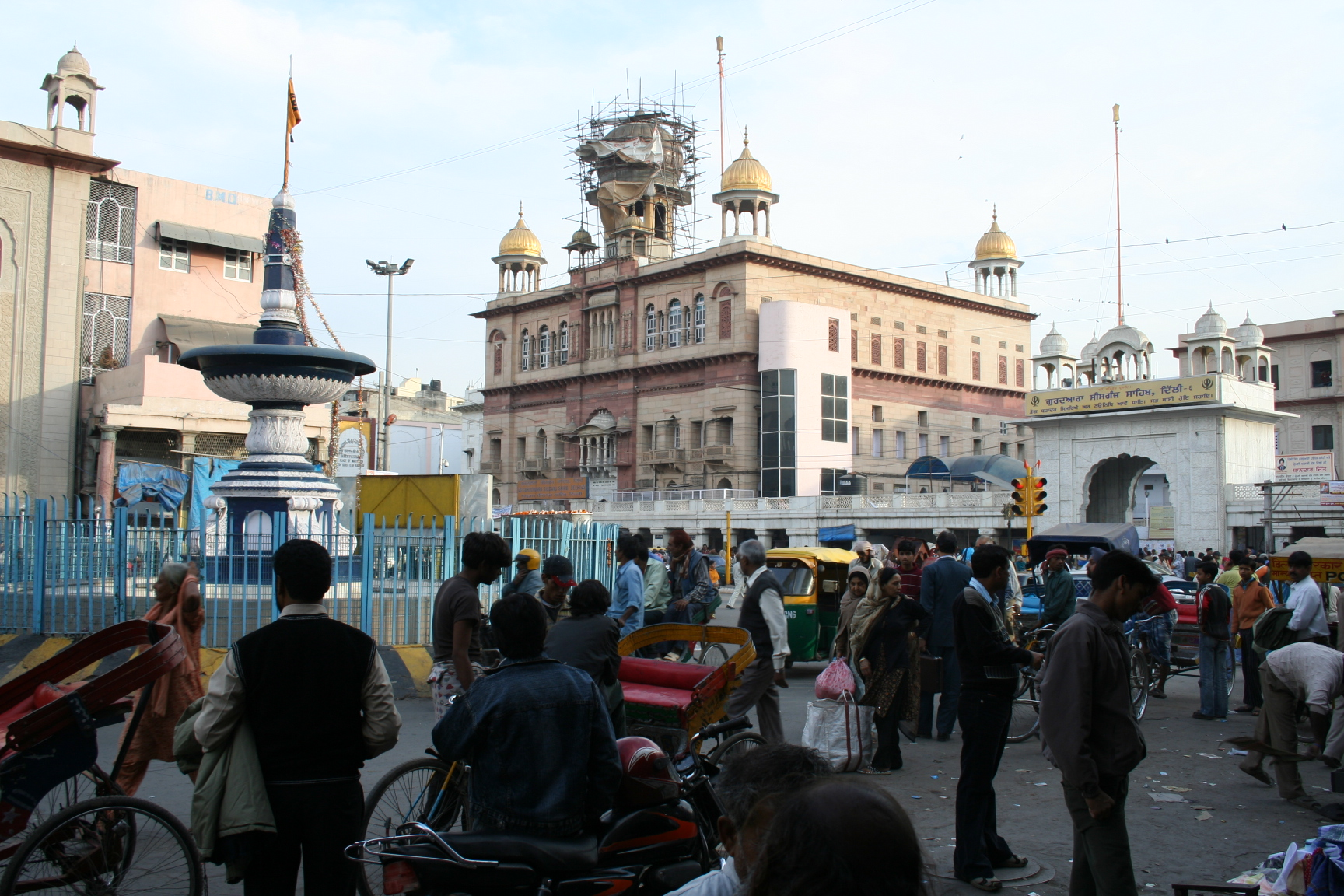
Centro cittadino
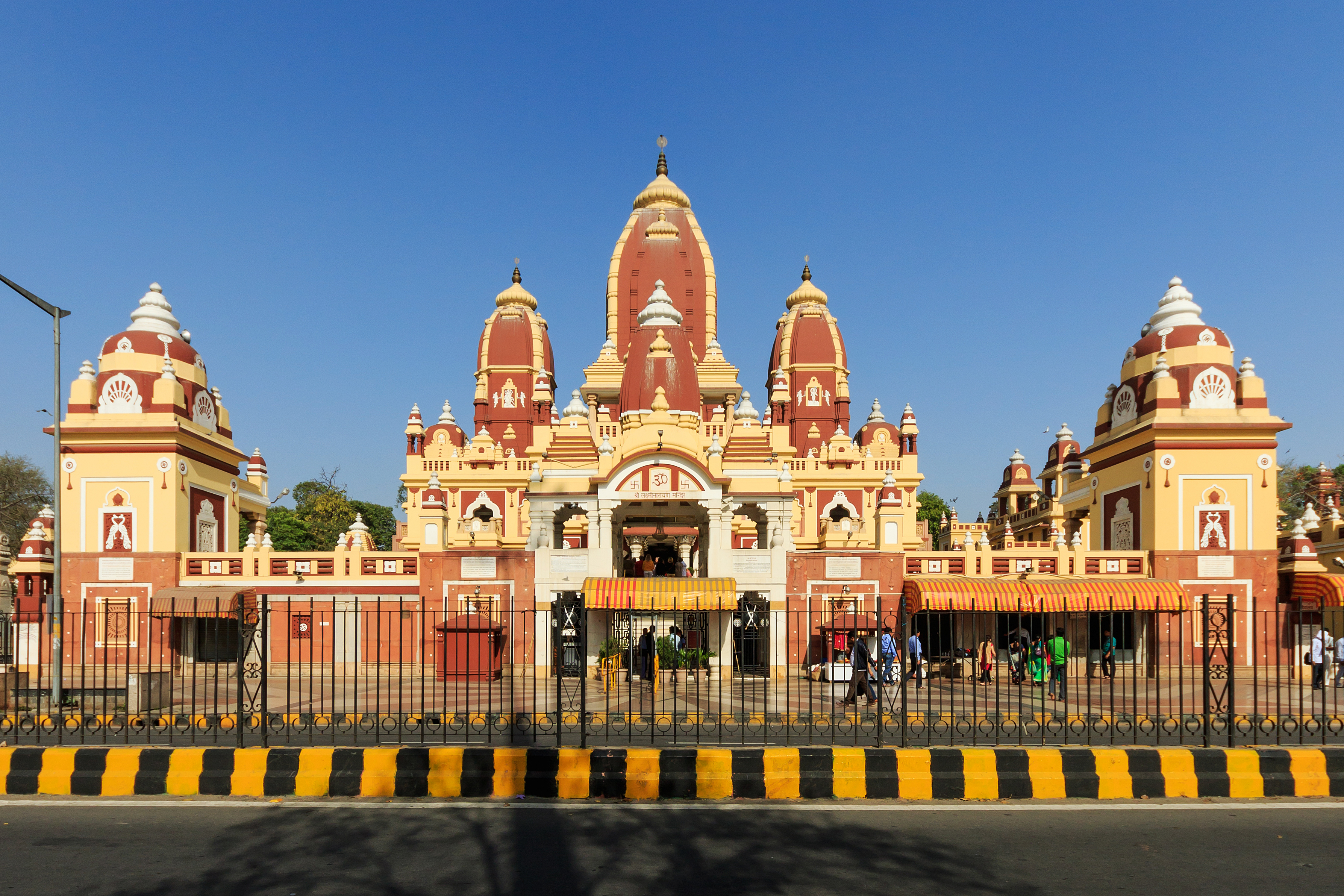
Birlamandir
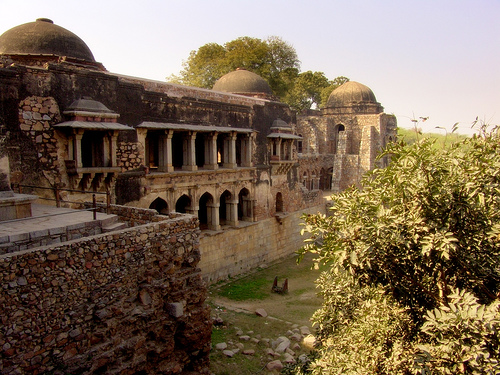
Hauz Khas
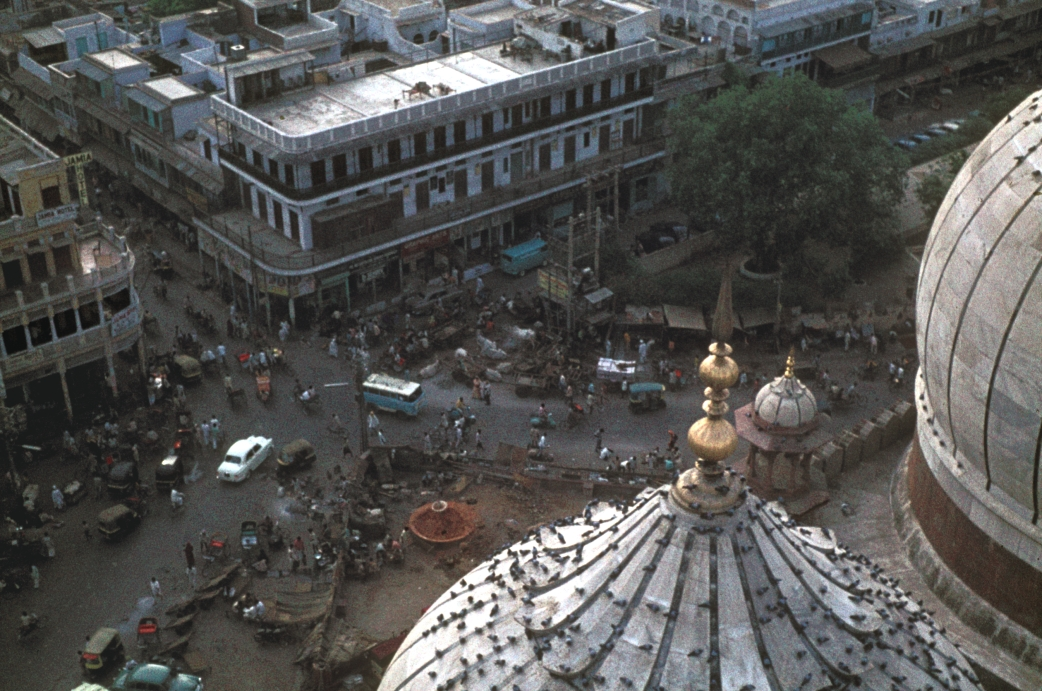
Centro cittadino visto dalla grande Moschea (1973)
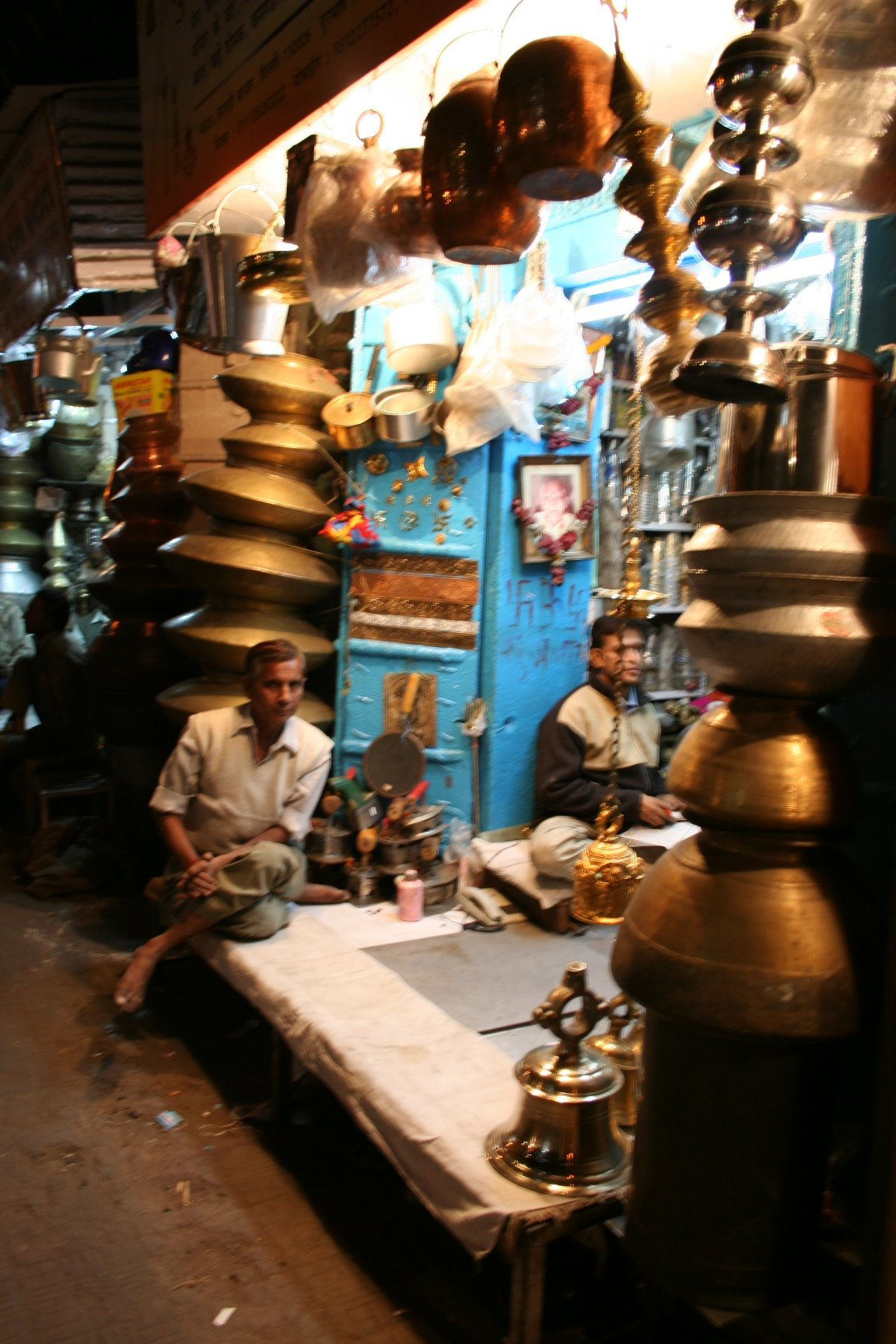
Il Chawri Bazar
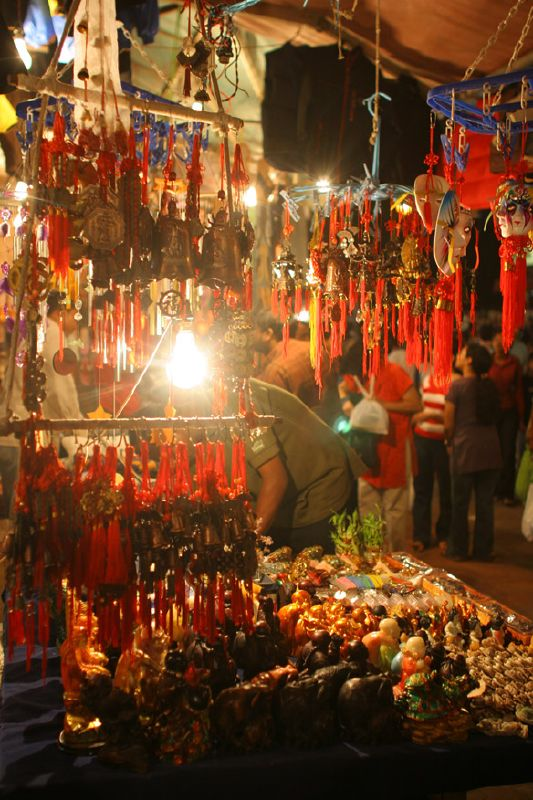
Scorcio di un mercato
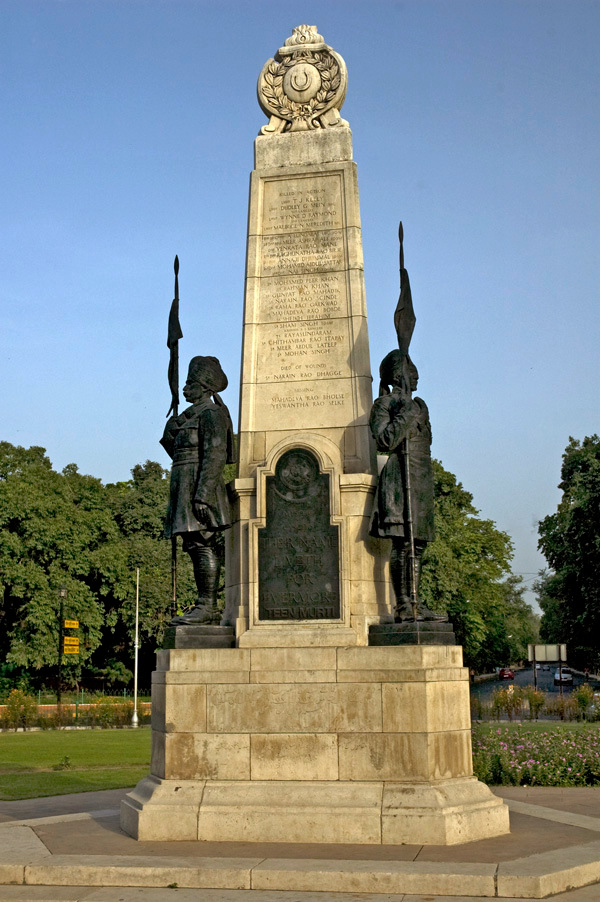
Teen Murti